# Červen
Červen je podle gregoriánského kalendáře šestý měsíc v roce. Má 30 dní. 
Název měsíce má slovanský původ a není jisté, od čeho je odvozen. Může připomínat, že v červnu se červenají jahody, třešně a jiné plody. V červnu se také začínají objevovat červi v dozrávajícím ovoci. V tomto měsíci se také dříve sbírali červci, ze kterých se získávalo červené barvivo pro textil. Pro staré Slovany byl červen delším obdobím než dnes a zahrnoval i červenec. Staré názvy se později musely přizpůsobit dělení na dvanáct měsíců v roce a existovaly proto dva až tři červny. Dnešní květen byl označován jako červen menší, červen jako červen veliký a červenec jednoduše jako červen. Jindy se o červnu a červenci mluvilo jako o prvním a druhém červnu či menším a velkém červnu až se nakonec ustálily dnešní názvy. V mnoha evropských jazycích je název měsíce (anglicky June, německy Juni, slovensky Jún) odvozen od latinského Junius, což mohlo odkazovat na římskou bohyni Juno, manželku boha Jupitera. Podle jiné teorie má název připomínat jednoho ze zakladatelů Římské republiky konzula Luciua Iuniua Brutua. 
Žádný jiný měsíc v běžném kalendářním roce nezačíná stejným dnem v týdnu jako červen. Podle židovského kalendáře připadá červen obvykle na měsíce sivan a tamuz.
Astrologicky je Slunce asi první dvě třetiny června ve znamení Blíženců a zbytek měsíce ve znamení Raka. V astronomických termínech začíná v souhvězdí Býka a končí v souhvězdí Blíženců.
Okolo 21. června nastává slunovrat, na severní polokouli začíná astronomické léto a je nejdelší den v roce. Na území České republiky, přesněji na průsečíku 50. rovnoběžky a 15. poledníku, má tento den 16 hodin a 23 minut. Slunce vychází přibližně ve 4.50 a zapadá ve 21.13 hodin středoevropského letního času. Od této doby se pak délka dne až do dalšího slunovratu (okolo 21. prosince) zkracuje. Na jižní polokouli vše probíhá opačně: den je nejkratší v roce a nastává zima. Během června nastávají některé meteorické roje, jako například Arietidy (vrcholí 7. června), Beta Tauridy nebo na konci měsíce Červnové Bootidy.
Podle meteorologických měření v pražském Klementinu byla od 18. století nejvyšší červnová teplota zaznamenána 30. června 2019 (37,7 °C) a nejnižší 6. června 1962 (3,6 °C). Průměrné červnové teploty se v letech 1961–1990 pohybovaly od 16,5 do 20,2 °C. Z celého území České republiky byla nejvyšší teplota naměřena 26. června 2019 v Doksanech na Litoměřicku (38,9 °C) a nejnižší 1. června 1997 na Horské Kvildě na Šumavě (-8,3 °C). Nejvíce srážek za den spadlo 1. června 1921 na Červenohorském sedle v Jeseníkách (196,5 mm).
Teplotní průměr v červnových dnech naměřený v Klementinu v letech 1961–1990:
Občané České republiky si v červnu připomínají dva významné dny: Den památky obětí vyhlazení obce Lidice v roce 1942 (10. června) a Den hrdinů druhého odboje, který připomíná boj v kostele svatých Cyrila a Metoděje mezi příslušníky SS, gestapa a sedmi československými parašutisty ve stejném roce (18. června). 
Ve světě se 1. června slaví Mezinárodní den dětí. Křesťané si 24. června připomínají svátek Jana Křtitele a slaví se Svatojánská noc. Na konci června v České republice po 10 měsících končí školní vyučování a na závěr školního roku začínají dva měsíce prázdnin.
V katolické tradici je měsíc červen zasvěcen Nejsvětějšímu Srdci Ježíšovu. 
Podle června jsou pojmenovány některé události, které se v tomto měsíci odehrály. Ve dnech 12.–17. června 1848 proběhlo Pražské červnové povstání. V Paříži 22.–26. června 1848 proběhlo povstání nazvané Červnové dny. V Bulharsku proběhlo 9. června 1923 Červnové povstání. V červnu 1993 se zase v Jugoslávii uskutečnily Červnové demonstrace proti režimu Slobodana Miloševiče. 

## Pranostiky

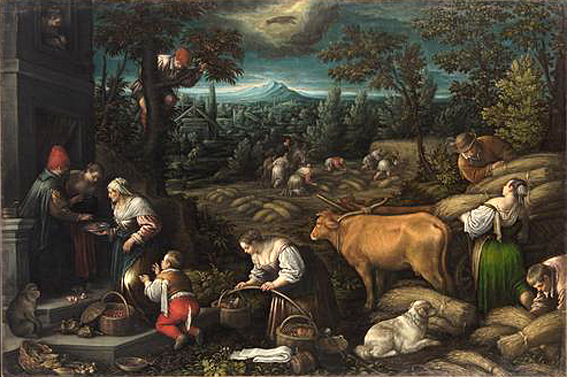
Červen, Leandro Bassano

- Chladný květen, červen vlažný – je pro sýpky, sudy blažný.
- Červen-li více sucho než mokro bývá, urodí se hojnost dobrého vína.
- Co v červnu nedá do klasu, červenec nažene v času.
- Jak červen teplem září, takový bude i měsíc září.
- Jaký červen, takový i prosinec.
- Je-li červen mírný, nebude v prosinci mráz silný.
- Červen stálý – prosinec dokonalý.
- Jaká parna se v červnu dostaví, tak se i prosincové mraky postaví.
- Červen červený jako z růže květ
- Červnové večerní hřmění – ryb a raků nadělení.
- Hřímá-li v červnu, zvede se obilí.
- Červen studený – sedlák krčí rameny.
- Když v červnu severní větry vějí, tu se bouřky opozdějí.
- Netřeba v červnu o déšť prositi, přijde, jak začne kositi.
- Jestli červen mokrý bývá, obilí pak málo rodívá.
- Pláče-li červen a neoschne žitko, v zajících, koroptvích budem mít řídko.
- V červnu deštivo a chladno způsobí rok neúrodný snadno.
- Červen mokrý a studený – bývají žně vždy zkaženy.
- Často-li se v červnu hrom ozývá, kalné léto potom přicházívá.